# Велики римски шанац
Велики римски шанац је природно добро у поступку заштите као заштићено станиште, на територији града Новог Сада и општина Темерин, Жабаљ, Бечеј. Поступак заштите покренут је 2020. године.

## Локалитет
Велики римски шанац представља земљану творевину, тачније утврђење које је било део римског система одбране у 3. веку. Предео уједно представља и локалитет очуване природне панонске степе на лесној подлози, процењене старости од око 1.800 година. Шанац обухвата насип и канал дужине 24 километра правца југозапад-североисток. 